# Thalham (Altenmarkt an der Alz)
Thalham ist ein Gemeindeteil von Altenmarkt an der Alz im oberbayerischen Landkreis Traunstein. Das Dorf liegt circa einen Kilometer südwestlich von Altenmarkt und ist über die Kreisstraße TS 14 zu erreichen.

## Geschichte
Zur Obmannschaft Kirchberg im Landgericht Trostberg gehörten in der Mitte des 18. Jahrhunderts die Orte Angermühle, Berg, Dorfen, Hasenbichl, Irling, Kirchberg, Oberhilgen, Unterhilgen, Sankt Wolfgang und Thalham.

## Bevölkerungsentwicklung
| Jahr      | 1871 | 1925 | 1950 | 1970 | 1987 |
| Einwohner | 24   | 27   | 50   | 45   | 43   |

## Baudenkmäler
- Wohnstallhaus, erbaut 1854,
- Bauernhaus, erbaut im 17./18. Jahrhundert